# 接子
接子（？—？），中国战国齐国稷下学宫学者，曹姓，接氏。受到齐宣王的赏识，在稷下学宫与邹衍、騶奭、田骈齐名。齐王为他们修建豪宅。著《接子》二篇，归属道家。

## 延伸阅读
[在维基数据编辑]
 《史記/卷074》，出自司馬遷《史記》